# Джума (река)
Джума́ (укр. Джума, крымскотат. Cuma, Джума; также Тахта́-Джами́, Кисе́к-Арату́к, Чешмеджи́, Бию́к-Чешмеджи́) — река в Симферопольском районе Крыма, левый приток Салгира. Длина русла реки — 8,5 км, площадь водосборного бассейна — 10,4 км². У реки 1 безымянный приток длиной менее 5 километров, впадает в Салгир слева в 193 километрах от устья, водоохранная зона реки установлена в 50 м.

## Название
Название Джума в переводе с крымскотатарского языка означает «пятница». В верхнем и среднем течении также называется Кисек-Аратук, в нижнем — Чешмеджи и Тахта-Джами. Эти названия даны по сёлам, через которые протекает речка: Тахта-Джами (с крымскотатарского — «дощатая мечеть») — историческое (до 1948 года) название села Андрусово, Кисек-Аратук (кисек — часть, участок, аратук — родоплеменное название) — историческое название села Клиновка, Чешмеджи (мастер, которые занимается обустройством чешме — благоустроенных родников-фонтанов) — историческое название села Тёплое. На карте 1836 года подписана, как овраг Кулаче-Тагай.

## География
Река берёт начало на северных склонах Внутренней гряды Крымских гор в балке Кулаче-Тогай. Джума течёт преимущественно в северо-восточном направлении. На реке образовано несколько небольших прудов. Река, как правило, пересыхает.
Устье реки расположено в селе Андрусово. Близ слияния реки с Салгиром на возвышенности было обнаружено городище I века, названное Тахта-Джами. Также на реке находятся населённые пункты Клиновка и Тёплое. В селе Андрусово реку пересекает автодорога 35А-002 Симферополь — Ялта. В устье реки до 1990-х располагался большой яблоневый сад, раскорчёванный в целях недопущения попадания пестицидов в водохранилище. В настоящее время сад застроен, а русло пущено по спрямлённой и углублённой искусственной канаве.